# عمدة القصر

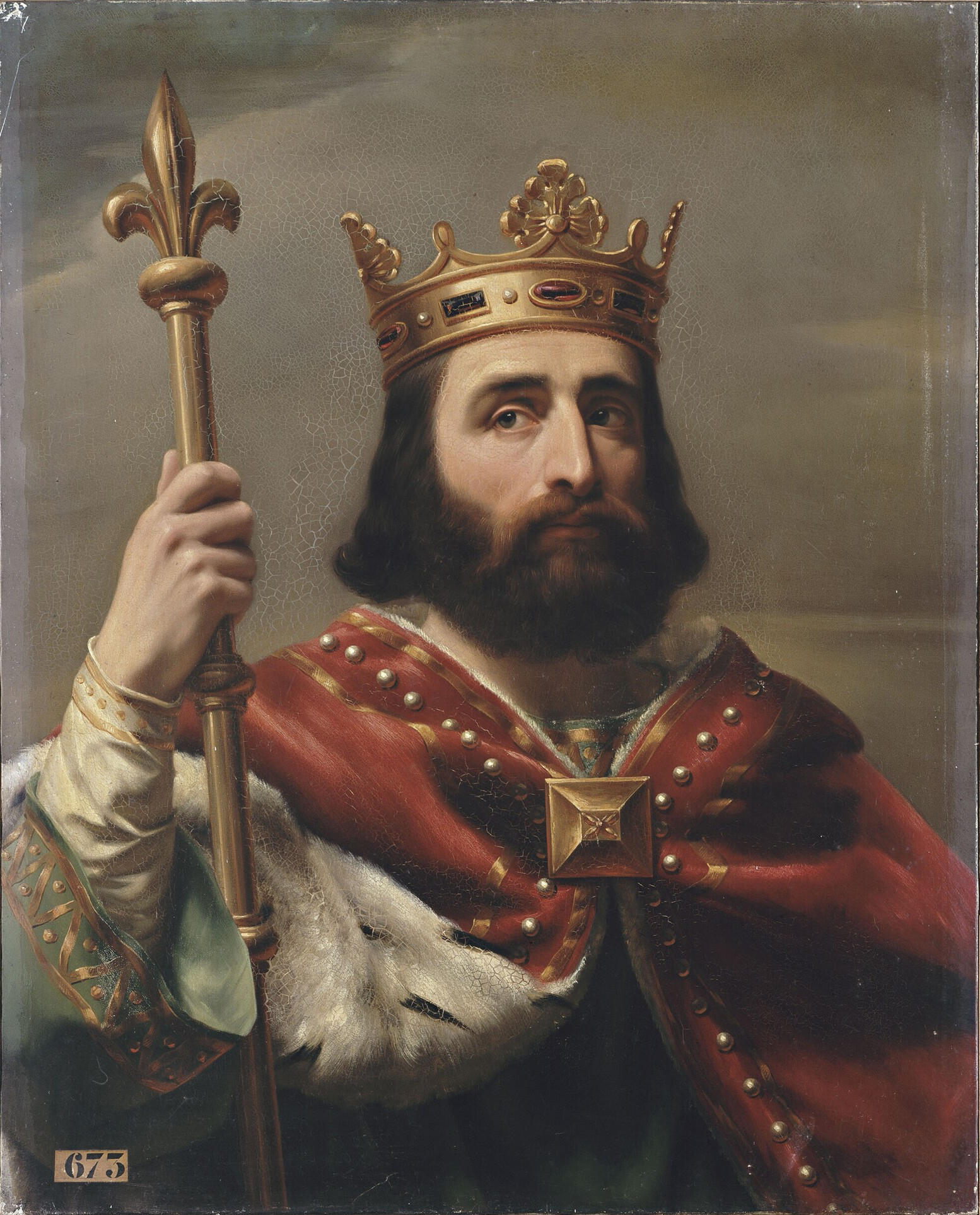
أميل - بيبين القصير(اللوحة من مجموعة صور ملوك فرنسا، وهي سلسلة من الصور التي تم تكليف لويس فيليب الأول برسمها بين عامي 1837 و1838 ورسمها فنانون مختلفون لمتحف فرساي التاريخي)

عمدة القصر كان حاكم الدار ملك الفرنجة. خلال الفترة الزمنيه من الجزء الثاني من القرن السابع عشر، تطور المكتب إلى «القوة التي ما وراء العرش».

## نبذة
كان عمده القصر يمتلك القوة الحقيقية والقابضه لاتخاذ القرارات المؤثره للمملكة، في حين كان الملوك في ذلك الوقت يوؤدون وظائف احتفاليه فقط ويمكن مقارنة المنصب بمكتب البشوا أو شوغون أو سارفاديكاري أو رئيس الوزراء، وكلها كانت بالمثل السلطات الحقيقية وراء بعض الملوك الاحتفاليين.
في سنه 687، بعد التغلب على مملكة نيوستريا الغربية، أخذ العمدة النمساوي، بيبين من هيرستال، لقب دوق الفرنجة للدلالة على حكمه الواسع. ابنه وخليفته تشارلز مارتل استلم مقاليد الحكم دون تعيين ملك جديد خلال الأعوام الأربع الأخيرة من حكمه (737-741) وقام أبناؤه كارلومان وبيبين الأصغر بترقية ملك ميروفينجيان آخر، كلديريك الثالث، لكنه أطيح به في النهاية عام 751 من قبل بيبين، الذي توج ملكًا مكانه.
انظر أيضًا الإدارة الملكية لسلالات Merovingian و Carolingian .

## رؤساء بلديات قصر أستراسيا
- بارثيميوس (حتى 548)
- جوجو (سي 567-581)، خلال أقلية تشيلديبرت الثاني
- واندالينوس (من 581)، خلال أقلية شيلدبرت الثاني
- جوندولف (من 600)، تحت ثيودبرت الثاني
- وارناشار (612-617)، أيضًا في بورغندي
- هيو (تشوجس) (617-623)
- بيبين من لاندين (623-629)، تحت داغوبيرت الأول
- أدالجيزل (633-639)
- بيبين من لاندين (639-640)، مرة أخرى
- أوتو (640-642 أو 643)
- جريموالدI (642 أو 643–656)
- ولفوالد (656-680)، 673-675 وأيضًا في نيوستريا
- بيبين من هيرستال (680-714)، أخذ لقب دوق وأمير الفرنجة بعد غزو نيوستريا في 687
- ثيودوالد (714-715)، أيضًا في نيوستريا. الوريث المعين لجده بيبين، ويعارضه النبلاء الذين أشادوا بتشارلز مارتل.
- تشارلز مارتل (715-741)، أيضًا في نيوستريا (718-741)
- كارلومان (741-747)
- أصبح بيبين الأصغر (747-751) ملك الفرنجة عام 751

## رؤساء بلديات قصر نيوستريا
- مومولين (566)
- لاندريك، تحت قيادة كلوتاير الثاني
- غوندولاند (613 أو 616-639)
- ايجا (639-641)، أيضًا في بورغوندي
- إرشينوالد (641-658)
- إيبروين (658-673)، مخلوع
- ولفوالد (673-675)، أيضًا في أستراسيا (662-680)
- ليوديسيوس (675)، تم اختياره ولكن تم خلعه فيما بعد
- إيبروين (675-680) مرة أخرى
- واراتون (680 أو 681-682)، خلعه ابنه جيستيمار
- جيستيمار (682)، اغتصب حكم والده واراتون
- واراتون (682-684 أو 686) مرة أخرى
- قتل برشار (686-688 أو 689) عام 688 أو 689
- بيبين من هيرستال (688-695)، مثله في المحكمة تابعه نوردبيرت
- جريموالد الثاني (695-714)
- تيودوالد (714-715)، أيضًا في أستراسيا. طرد النبلاء من نيوستريا، واستسلم للمطالبة عام 716.
- راجينفريد (715-718)، تولى السلطة في نيوستريا في 714 أو 715 لكنه هزم من قبل تشارلز مارتل أولاً في 717 وبشكل نهائي في 718
- تشارلز مارتل (718-741)، أيضًا في أستراسيا (715-741)
- أصبح بيبين الأصغر (741 أو 742-751) ملكًا على الفرنجة عام 751

## رؤساء بلديات قصر بورغندي
- وارناشار الأول (596-599)
- بيرثوالد (قبل 603-604)
- بروتاديوس (604-606)
- كلوديوس
- رادو (613-617)
- وارناشر الثاني (617-626)، أيضًا في النمسا
- جودينوس (626-627)
- برودولف (627-628)
- ايجا (639-641)، وكذلك في Neustria
- فلاوتشاد (642)
- رادوبيرتوس (642-662)

و من هنا فصاعدًا، ظل المكتب خاويا، مع وجود إماره بورجوندي مفترقه تحت حكم ملك نيوستريا وبورجوندي. كانت إدارة بورغوندي منفصلة لفترة وجيزة تحت:
- دروغو (695-708)، وهو أيضًا دوق شمبانيا من 690 ودوق بورغندي من 697